# Sergueï Baltacha
Pour les articles homonymes, voir Baltacha.
Sergueï Pavlovitch Baltacha (en ukrainien : Сергій Павлович Балтача) est un footballeur soviétique d'origine ukrainienne, né le 17 février 1958 à Marioupol (Ukraine).
Il est le père de la joueuse de tennis Elena Baltacha et du footballeur Sergueï Baltacha Jr.

## Biographie

### En club
Baltacha joue en URSS, en Angleterre, et en Écosse.
Avec l'équipe du Dynamo Kiev, il joue 254 matchs en première division soviétique, inscrivant sept buts. Il remporte avec cette équipe quatre titres de champion d'URSS et quatre Coupe d'URSS.
Au sein des compétitions européennes, il joue 21 matchs en Coupe d'Europe des clubs champions (un but), neuf matchs en Coupe de l'UEFA, huit en Coupe des coupes, et une rencontre en Supercoupe de l'UEFA. Il est demi-finaliste de la Coupe d'Europe des clubs champions en 1987 avec le Dynamo Kiev.

### En équipe nationale
Baltacha compte 45 sélections et 2 buts en équipe d'URSS entre 1980 et 1988. 
Avec ses compatriotes Anatoli Demyanenko et Aleksandr Tchivadze, il forme l'ossature de la défense des soviétiques lors de la phase finale du Mondial 82. Lors du premier tour, il marque le troisième but de la victoire de son équipe contre la Nouvelle-Zélande (3-0). 
Absent du Mundial 86, il est présent en tant que remplaçant à l'Euro 1988. Il remplace Sergueï Gotsmanov à la 68e minute de la finale perdue contre les Pays-Bas (0-2).
Avec l'URSS, il remporte également le premier championnat du monde junior en 1977 en Tunisie.

## Statistiques
| Saison                | Club                  | Championnat           | Championnat | Championnat | Coupe(s) nationale(s) | Coupe(s) nationale(s) | Compétition(s) continentale(s) | Compétition(s) continentale(s) | Compétition(s) continentale(s) | Total | Total |
| Saison                | Club                  | Division              | M.          | B.          | M.                    | B.                    | Comp.                          | M.                             | B.                             | M.    | B.    |
| 1976                  | Metallist Kharkov     | D3                    | 18          | 0           | 3                     | 0                     | -                              | -                              | -                              | 21    | 0     |
| Sous-total            | Sous-total            | Sous-total            | 18          | 0           | 3                     | 0                     | -                              | -                              | -                              | 21    | 0     |
| 1977                  | Dynamo Kiev           | D1                    | -           | -           | -                     | -                     | -                              | -                              | -                              | 0     | 0     |
| 1978                  | Dynamo Kiev           | D1                    | 24          | 2           | 5                     | 0                     | C1                             | 4                              | 1                              | 33    | 3     |
| 1979                  | Dynamo Kiev           | D1                    | 30          | 1           | 6                     | 0                     | C3                             | 5                              | 0                              | 41    | 1     |
| 1980                  | Dynamo Kiev           | D1                    | 20          | 0           | 6                     | 0                     | C3                             | 2                              | 0                              | 28    | 0     |
| 1981                  | Dynamo Kiev           | D1                    | 29          | 0           | 6                     | 0                     | C1                             | 4                              | 0                              | 39    | 0     |
| 1982                  | Dynamo Kiev           | D1                    | 26          | 1           | 2                     | 1                     | C1+C1                          | 2+2                            | 0                              | 32    | 2     |
| 1983                  | Dynamo Kiev           | D1                    | 15          | 1           | 1                     | 0                     | C1+C3                          | 2+2                            | 0                              | 20    | 1     |
| 1984                  | Dynamo Kiev           | D1                    | 31          | 0           | 4                     | 1                     | -                              | -                              | -                              | 35    | 1     |
| 1985                  | Dynamo Kiev           | D1                    | 26          | 1           | 3                     | 1                     | C2                             | 3                              | 0                              | 32    | 2     |
| 1986                  | Dynamo Kiev           | D1                    | 13          | 0           | -                     | -                     | C2+SC+C1                       | 5+1+1                          | 0                              | 20    | 0     |
| 1987                  | Dynamo Kiev           | D1                    | 19          | 0           | 7                     | 0                     | C1+C1                          | 4+2                            | 0                              | 32    | 0     |
| 1988                  | Dynamo Kiev           | D1                    | 12          | 0           | 1                     | 0                     | -                              | -                              | -                              | 13    | 0     |
| Sous-total            | Sous-total            | Sous-total            | 245         | 6           | 41                    | 3                     | -                              | 39                             | 1                              | 325   | 10    |
| 1988-1989             | Ipswich Town          | D2                    | 20          | 1           | 1                     | 0                     | -                              | -                              | -                              | 21    | 1     |
| 1989-1990             | Ipswich Town          | D2                    | 8           | 0           | 1                     | 0                     | -                              | -                              | -                              | 9     | 0     |
| 1990-1991             | St Johnstone FC       | D1                    | 34          | 0           | -                     | -                     | -                              | -                              | -                              | 34    | 0     |
| 1991-1992             | St Johnstone FC       | D1                    | 31          | 1           | 1                     | 0                     | -                              | -                              | -                              | 32    | 1     |
| 1992-1993             | St Johnstone FC       | D1                    | 25          | 0           | 1                     | 0                     | -                              | -                              | -                              | 26    | 0     |
| 1994-1995             | Caledonian Thistle    | D4                    | 9           | 0           | 1                     | 0                     | -                              | -                              | -                              | 10    | 0     |
| Total sur la carrière | Total sur la carrière | Total sur la carrière | 390         | 8           | 49                    | 0                     | -                              | 39                             | 1                              | 478   | 9     |

## Palmarès
Union soviétique
- Vainqueur de la Coupe du monde des moins de 20 ans en 1977.
- Vainqueur du championnat d'Europe espoirs en 1980.
- Finaliste du championnat d'Europe en 1988.

 Dynamo Kiev
- Champion d'Union soviétique en 1980, 1981, 1985 et 1986.
- Vainqueur de la Coupe d'Union soviétique en 1978, 1982, 1985 et 1987.